# 格奧爾格·阿爾貝特 (施瓦茨堡-魯多爾施塔特)
格奧爾格·阿爾貝特（德語：Georg Albert，1838年11月23日—1890年1月19日），施瓦茨堡-魯多爾施塔特親王，1869年至1890年在位。
格奧爾格·阿爾貝特終生未婚；因此當他去世時，由他的堂弟、同為腓特烈·卡爾曾孫的金特·維克多繼位。